# Weller Brothers
Weller Brothers („Gebrüder Weller“), ab 1902 unter der Firma Weller Brothers Limited, war zu Beginn des 20. Jahrhunderts eines der ersten englischen Automobil- und Motorradproduktionsunternehmen (Schreibweise zuweilen auch mit Abkürzung von Brothers zu Bros. und Limited zu Ltd.). Das Unternehmen hatte seinen Sitz in West Norwood, heute ein südlicher Stadtteil von London.

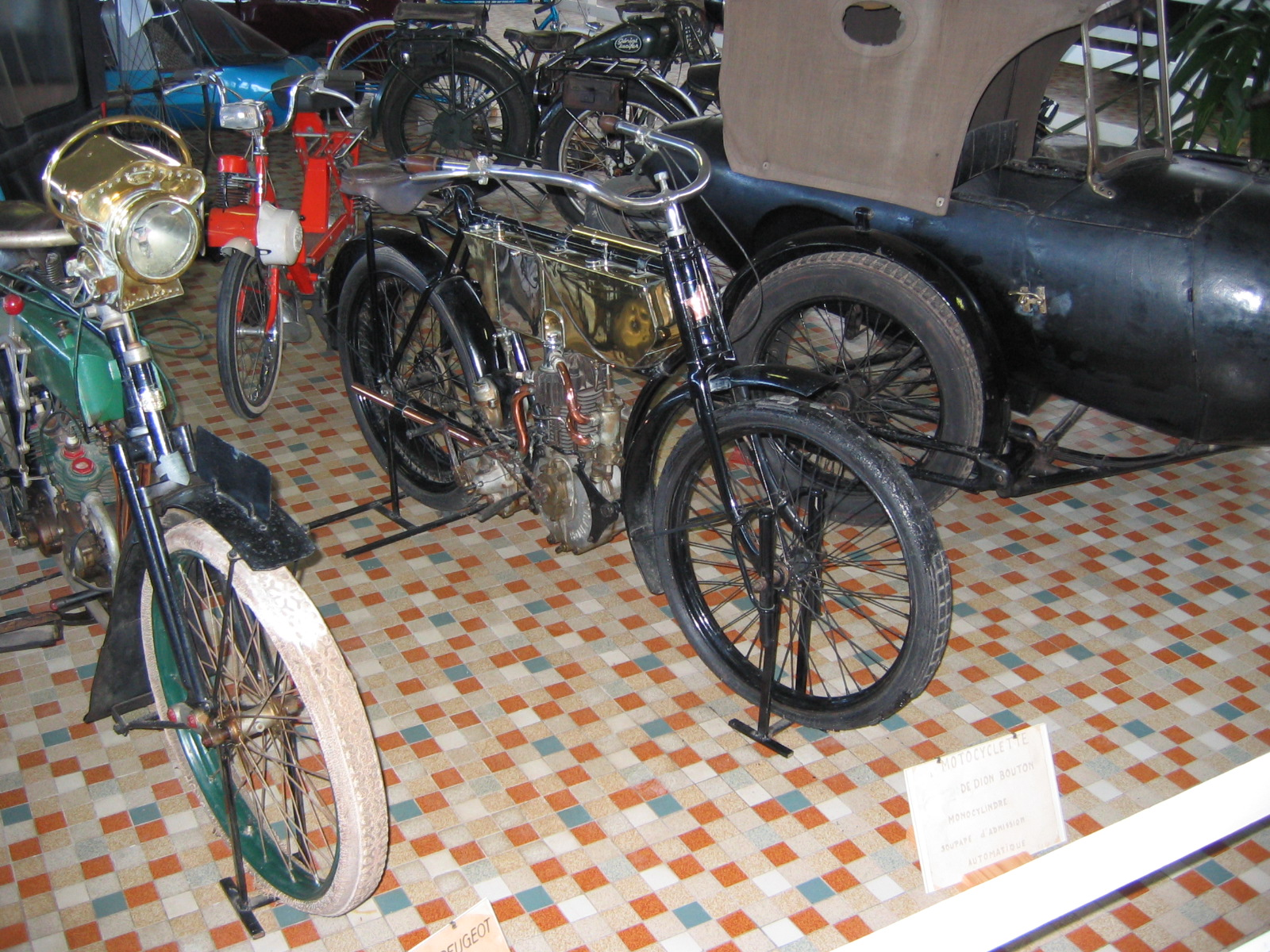
Ein De Dion-Bouton-Motorrad (hergestellt um 1900) – derartige Zweiräder, wurden in der Werkstatt der Weller Brothers in West Norwood bis 1904 gewartet und repariert und waren Vorbild für die Produktion eigener Motoren und Fahrzeuge

Der Verkauf eigener Fahrzeuge ist ab März 1901 belegt und endete 1904/1905 mit der Auflösung der Gesellschaft. Die beiden maßgeblichen Gesellschafter waren der Ingenieur John Weller und der Geschäftsmann John Portwine. Ab 1904 setzten sie ihre gemeinsame Arbeit in einer neuen Gesellschaft unter dem Namen Autocars and Accessories Limited (A. and A.) mit dem Bau des kleinen Dreirad-Transporters Auto-Carrier fort. Hieraus ging 1907 die namhafte, noch heute bestehende Automarke AC hervor, die vor allem durch die gemeinsam mit Carroll Shelby und Ford entwickelte AC Cobra aus den 1960er-Jahren bekannt ist.

## Geschichte

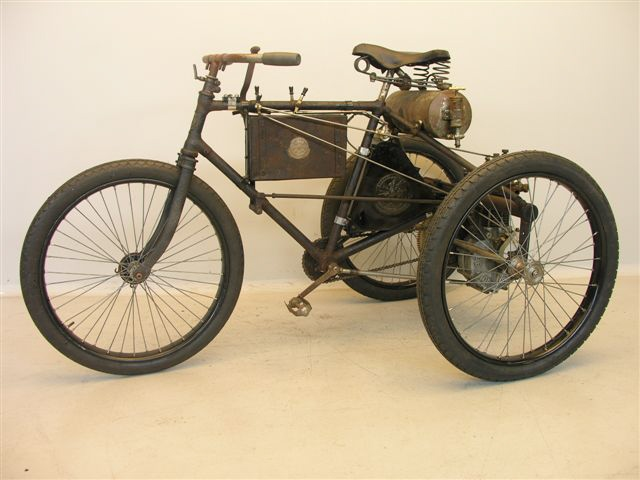
Auch solche Fahrzeuge fanden sich typischerweise in der Werkstatt der Weller Brothers – hier ein Peugeot Tricycle (hergestellt um 1900) mit De-Dion-Bouton-Einbaumotor, einzelnem Vorderrad und zwei angetriebenen Hinterrädern …

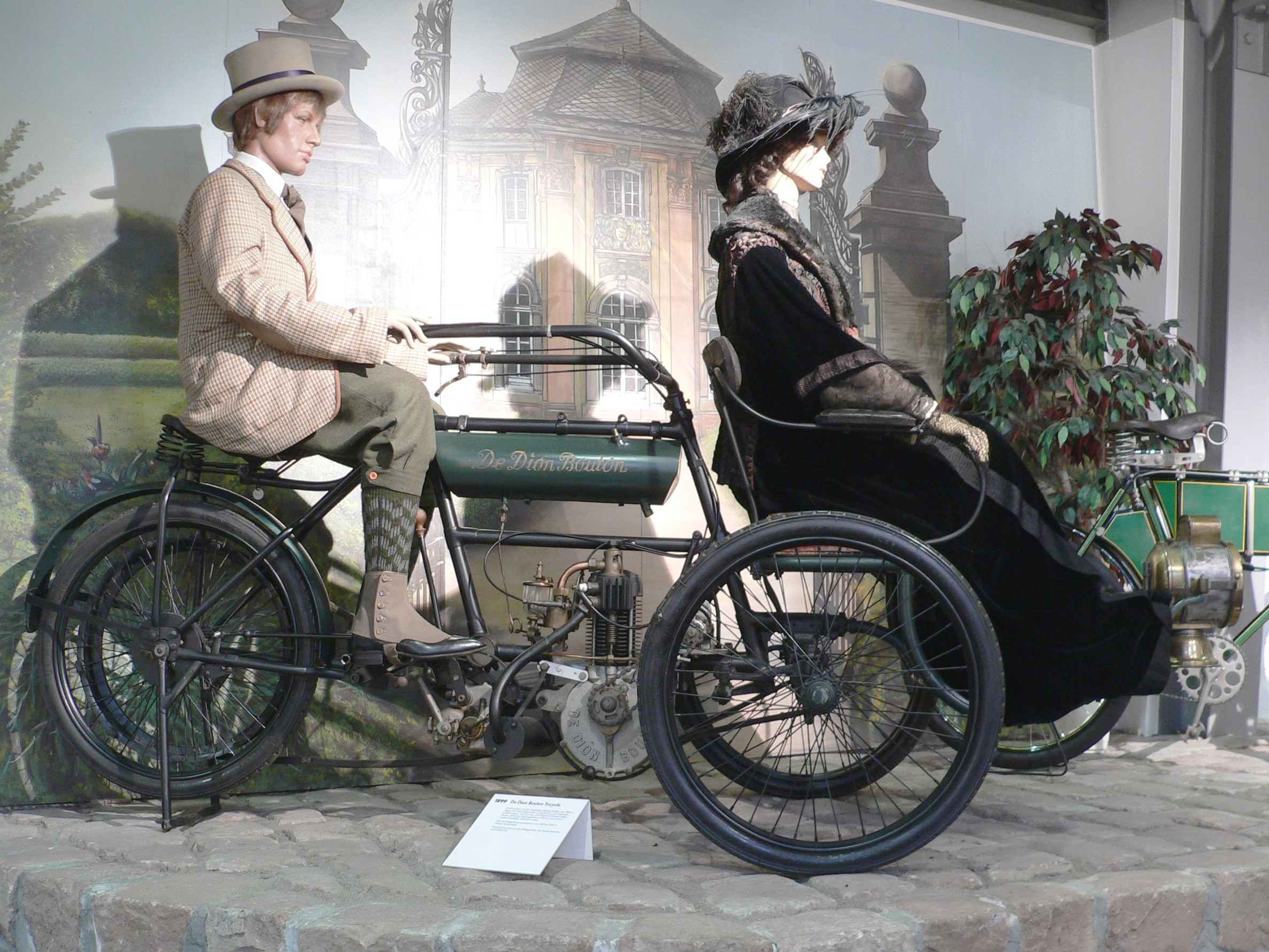
… wie auch in umgekehrter Konfiguration mit zwei Vorderrädern und einzeln angetriebenem Hinterrad – hier ein Tricar mit De-Dion-Bouton-Einzylindermotor von 1899 …

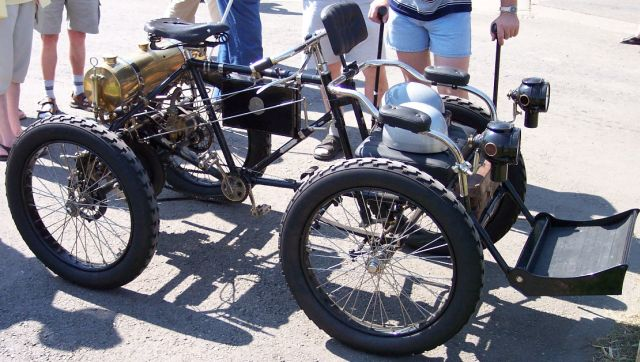
… oder als vierrädrige Ausführung – hier ein De Dion-Bouton Quadricycle (um 1900).

John Weller (* 28. November 1877; † 31. August 1966) war der drittälteste von sieben Brüdern bzw. neun Geschwistern. In jungen Jahren erwies er sich als innovativer, kreativer Ingenieur, Tüftler und Erfinder, musste seinen Lebensunterhalt zunächst jedoch mit Gelegenheitsarbeiten als umherziehender Mechaniker verdienen. 1899 schloss er sich im Alter von 21 Jahren mit seinem Bruder Harry zusammen und gründete das Unternehmen Weller Brothers, Engineers als kleine Automobil- und Motorradwerkstatt in West Norwood. Kurz danach nahmen zwei weitere Brüder die Arbeit in der Werkstatt auf und traten als Mitgesellschafter ein.
Die vier Weller-Brüder arbeiteten anfänglich vor allem als Motorentechniker und Instandsetzer für die ersten, noch vergleichsweise verschleißanfälligen und wartungsintensiven Kraftwagen und Motorräder. Import-Fahrzeuge des französischen Herstellers De Dion-Bouton und solche anderer französischer oder englischer Marken mit Einbaumotoren dieses Herstellers bildeten in der Frühphase den Tätigkeitsschwerpunkt der Weller Brothers. Derartige Fahrzeuge mit De-Dion-Bouton-Motoren waren zu jener Zeit besonders weit verbreitet. Mit einer Produktion von rund 400 Fahrzeugen und etwa 3200 Motoren war De Dion-Bouton im Jahr 1900 der größte Fahrzeughersteller weltweit. Die Gebrüder Weller wurden schnell zu einer vom Werk anerkannten De Dion-Bouton-Fachwerkstatt; 1902 ernannte der Automobilclub, der später zum britischen Royal Automobile Club (RAC) umbenannt wurde und in etwa vergleichbar mit dem Allgemeinen Deutschen Automobil-Club (ADAC) ist, das Unternehmen zu einem seiner offiziellen Instandsetzungsbetriebe.
Parallel begannen die Weller Brothers 1901, Fahrzeuge nach eigenen Entwürfen zu bauen, zunächst wohl noch mit unveränderten oder nur geringfügig modifizierten Einbaumotoren von De Dion-Bouton und anderen Herstellern. Vom 8. März 1901 ist ein erstes Inserat der Weller Bros., Engineers in „Kelly’s, Post Office and Harrod & Co. Directory“ (kurz: „Kelly’s Directory“) überliefert, einem Branchenbuch, vergleichbar den Gelben Seiten. Angeboten wurden darin „selbstfahrende“ Fahrzeuge (“‚self propelled‘ cars”) aus eigener Herstellung mit unterschiedlichen Aufbauvarianten, insbesondere auch für gewerbliche Zwecke.
Im April 1901 begannen erste Vorarbeiten für ein anspruchsvolles, fortschrittliches Fahrzeug der Oberklasse, den Weller Four Seat Tourer, einen offenen viersitzigen Tourenwagen mit zahlreichen Innovationen. Unterstützung, insbesondere finanzieller Art, erhielten John Weller und seine Brüder durch den erfolgreichen Geschäftsmann John Portwine (* 1866 oder ’67; † 21. Mai 1958). Dieser betrieb in London und Umgebung mit mehreren Brüdern eine Metzgereikette mit zu dieser Zeit zumindest acht Filialen und war von der sich rasch entwickelnden Automobiltechnik fasziniert.
Ab 1902 produzierte das Unternehmen Weller Brothers zusätzlich eigene Motorräder unter dem Markennamen Weller mit selbst entworfenen und selbst gebauten 1,75-hp- und 2,25-hp-Motoren (etwa 150 cm³ bzw. 200 cm³ Hubraum) und fahrradartigen Rahmen.
Im selben Jahr stellte Portwine den Gebrüdern Weller zusätzliches Betriebskapital zur Verfügung, als die mit der Ausweitung der Weller-Aktivitäten verbundenen Kosten nicht mehr aus den laufenden Einnahmen und den Rücklagen gedeckt werden konnten. Die bisherige Personengesellschaft wurde in eine Limited Company umgewandelt, also eine nicht börsennotierte, haftungsbeschränkte Aktiengesellschaft nach britischem Recht; neben den vier Weller-Brüdern wurde Portwine Teilhaber und Geschäftsführer. Wenig später übernahm Portwine sämtliche Geschäftsanteile zum Preis von 1700 £, zahlte die Weller-Brüder entsprechend ihren bisherigen Geschäftsanteilen aus und stellte nochmals weiteres Betriebskapital zur Ausweitung der gemeinsamen Firmenaktivitäten zur Verfügung.
Neben dem fortlaufenden Geschäftsbetrieb arbeitete John Weller weiter an dem Four Seat Tourer mit selbst entworfenen und selbst gebauten Viertakt-Reihenmotoren mit wahlweise zwei oder vier Zylindern.
Anfang 1903 stellte die Gesellschaft den Techniker und Automobilpionier Felix W. Hudlass (* 1874; † 1966) als zusätzlichen Mechaniker ein. Dieser hatte von 1896 bis 1902 unter der Firmierung Phoenix Motor Works eigene Automobile, zum Teil bereits mit Zweizylindermotor, in Southport in Lancashire hergestellt.
Einen großen Auftritt hatte die Weller Brothers Limited auf der ersten British International Motor Show. Diese fand vom 30. Januar bis 7. Februar 1903 im Crystal Palace im Stadtteil Sydenham im Süden Londons nur wenige Kilometer von der Weller-Werkstatt in West Norwood entfernt statt. Auf den Ständen 189 und 190 präsentierte sie
- einen Weller Four Seat Tourer in der 20-hp-Vierzylinderversion sowie
- einen Weller Four Seat Tourer in der 10-hp-Zweizylinderversion (beide als noch nicht fahrbereite Prototypen[5][6]),
- vier Weller 1,75 hp Motor Bicycle,
- vier Weller 2,25 hp Motor Bicycle,
- ein Weller Motor Bicycle mit neuartiger Befestigung von Sattel und Fußrasten sowie gefederter Lenkstange,
- einen Weller 5-hp-Einzylindermotor mit einer angegebenen Leistung von 8 bhp (“brake horsepower”),
- einzelne Bauteile der von dem Unternehmen angebotenen Motoren sowie
- ein neuartiges, von John Weller entwickeltes elastisches Universalverbindungsstück (ein solches verwendete Weller im Four Seat Tourer als Verbindung zwischen Kupplung und Schaltgetriebe, um zu verhindern, dass Motorvibrationen sich auf das Getriebe und von dort auf das Fahrgestell, die Karosserie und die Passagiere übertrugen[12]).[13]

Aufgrund der guten Messekritiken vollendete das Unternehmen einen Tourer in der 20-hp-Vierzylinderversion; dieser wurde im Juni 1903 der Presse vorgestellt und äußerst positiv bewertet. Die Suche Wellers und Portwines nach zusätzlichen Geldgebern für eine Serienfertigung verlief schlussendlich jedoch erfolglos. So war Charles Rolls zwar durchaus beeindruckt, zog es jedoch vor, sich im Mai 1904 mit dem konservativeren Automobil-Pionier Henry Royce zusammenzuschließen, um die Automarke Rolls-Royce zu begründen. Der Four Seat Tourer erwies sich zwar als technisch gut durchdacht, wäre jedoch in einer Serienfertigung sehr teuer geworden. Der Financier John Portwine war weitsichtig genug, trotz seiner Begeisterung für das Projekt und der bereits investierten Gelder nicht sein gesamtes Vermögen für eine wirtschaftlich bedenkliche Serienproduktion des Weller Four Seat Tourers zu riskieren. Der große 20-hp-Tourenwagen blieb daher ein Einzelstück.
Der Bau des aufwändigen, repräsentativen Automobils und die Versuche zu seiner Vermarktung hatten das Unternehmen Weller Brothers Ltd. finanziell und zeitlich sehr stark belastet; Portwine entschied daher, dieses Unternehmen 1904 freiwillig zu liquidieren. Den Betrieb übernahm das ebenfalls in West Norwood beheimatete Unternehmen Douglas S. Cox & Co., das zuvor kurzzeitig von 1903 bis 1904 eigene Automobile sowie ebenfalls leichte Motorräder unter dem Markennamen Emerald hergestellt hatte. Letzte Motorräder mit dem Markennamen Weller entstanden 1905.

## Produkte

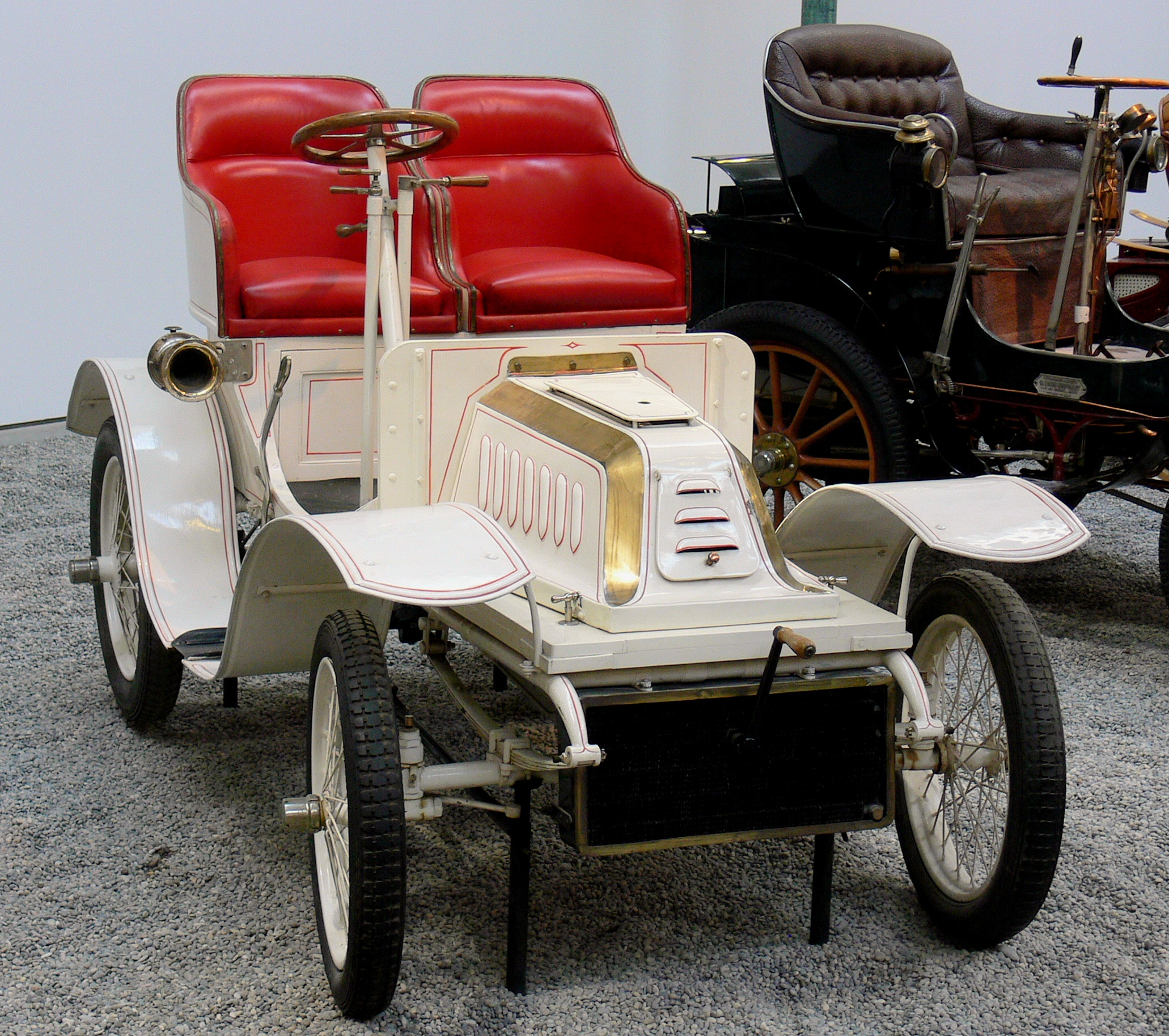
Fahrzeuge wie dieser De Dion-Bouton Type J aus dem Jahr 1902 dürften die Grundlage für die ersten eigenen Automobile der Weller Brothers in den Jahren 1901 bis 1903 gewesen sein

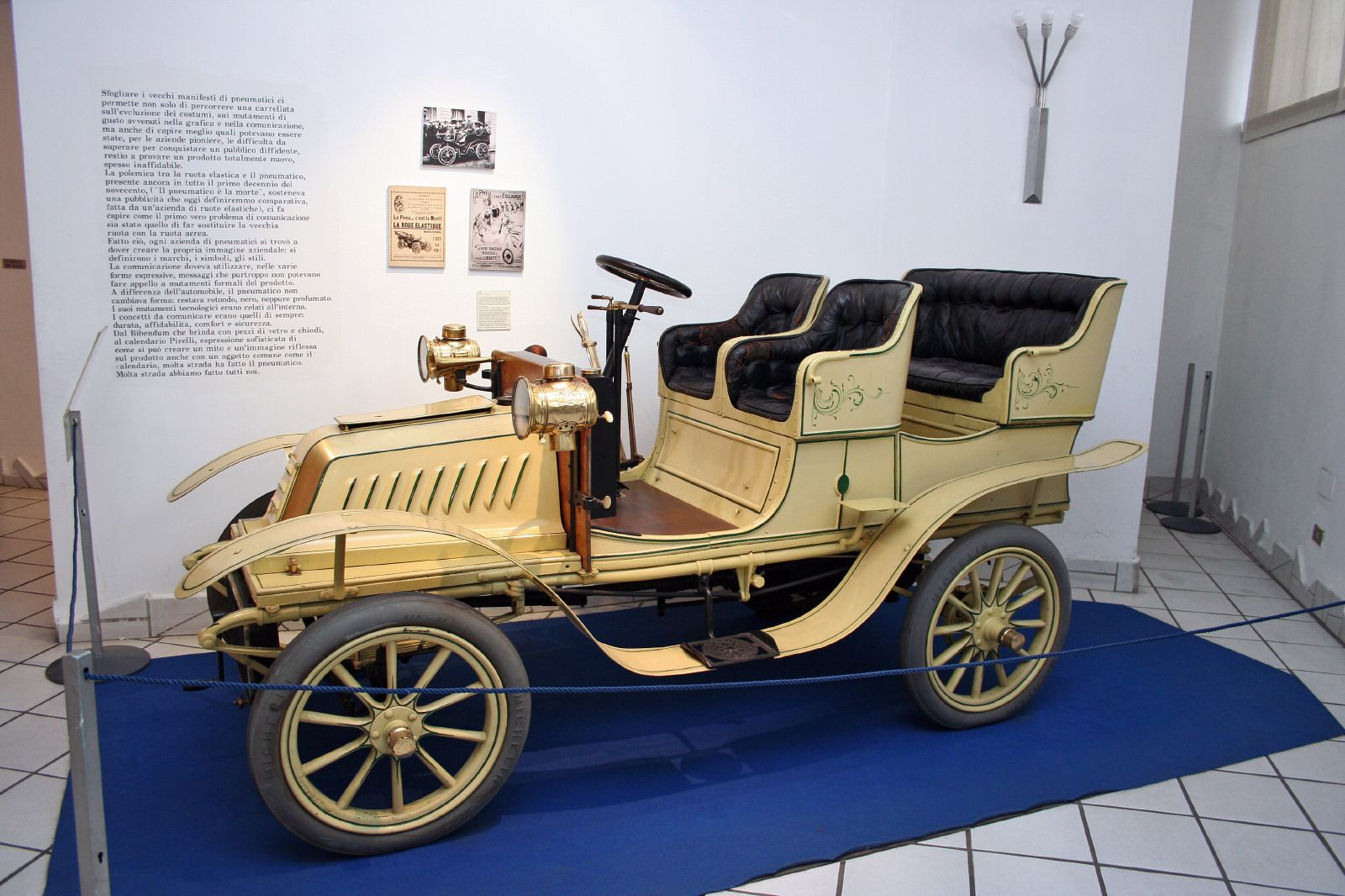
Zeitgenössischer, dem Weller Tourer in Stil und Konzept ähnlicher, jedoch kleinerer De Dion-Bouton 8CV aus dem Jahr 1903

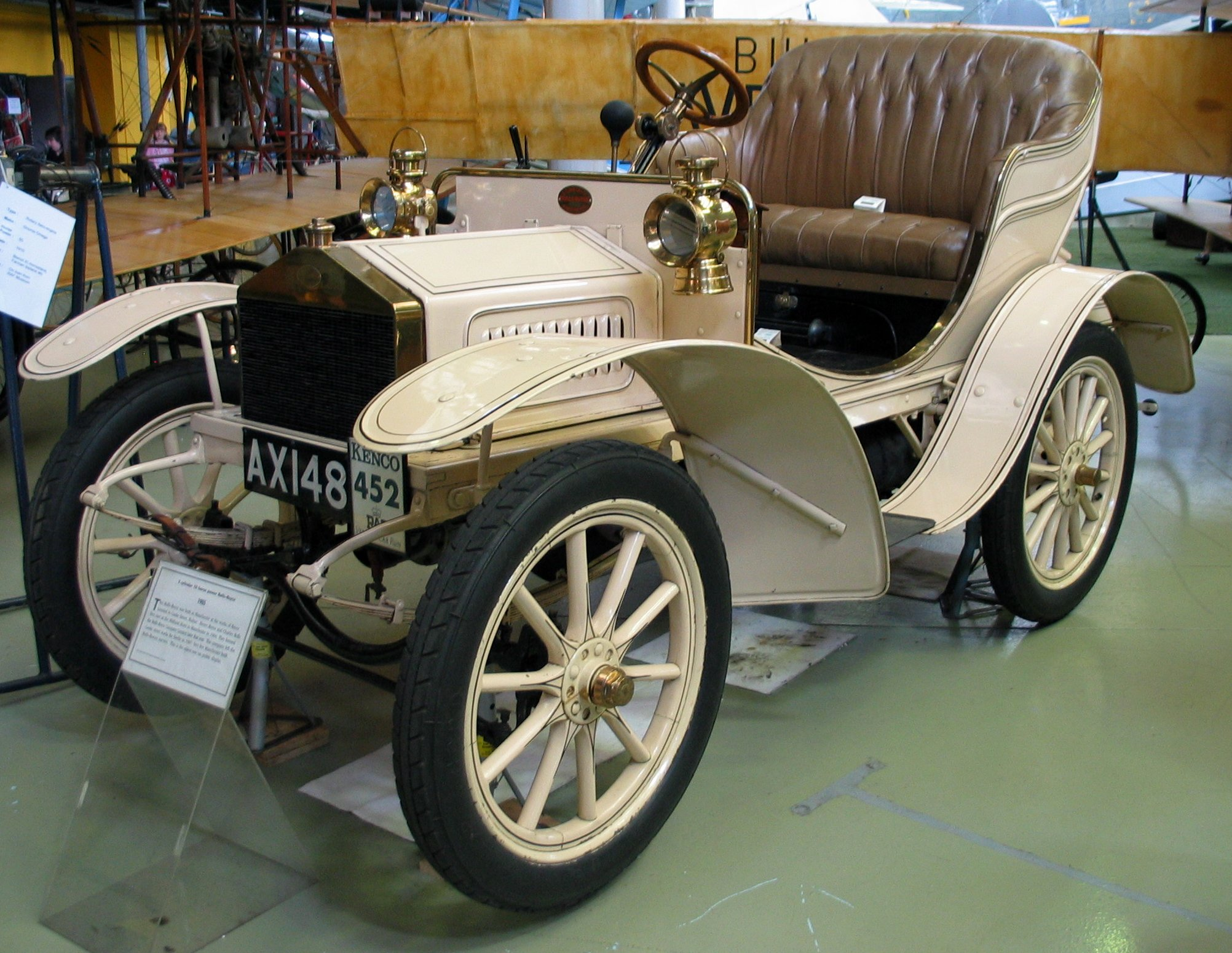
Royce 10 bzw. Rolls-Royce 10 hp – das Modell, dem der Geschäftsmann Charles Rolls 1904 anstelle des Weller Four Seat Tourers zur Serienproduktion verhalf

### Automobile

#### Automodelle 1901–1903
Über die ersten Weller-Automobile aus den Jahren 1901 bis 1903 liegen keine detaillierten Angaben vor. Die verfügbaren Informationen entstammen im Wesentlichen dem ersten Inserat der Weller Brothers aus Kelly’s Directory vom 8. März 1901, in dem es heißt:
| Original, englisch: Manufacturers of Self Propelled Cars, Tricycles, Delivery Vans, Lorries, Trademen’s Carriers etc., either Petrol or Steam Driven. Particulars and Prices upon application. Official Repairers of De Dion et Bouton Machines. Spares and Parts kept in stock. Petrol supplied. Cars Repaired and Stored. Accumulators Charged. COACHBUILDING DEPARTMENT | deutsche Übersetzung: Hersteller selbstfahrender Personenwagen, Dreiräder, Lieferwagen, Lastwagen, Transporter etc., entweder benzin- oder dampf- betrieben. Einzelheiten und Preise auf Anfrage. Offizieller Reparaturbetrieb für De-Dion-Bouton-Kraftfahrzeuge. Ersatz- und Einzelteile vorrätig. Benzin abzugeben. Instandsetzungen und Aufbewahrung von Personenwagen. Aufladen von Starterbatterien. KAROSSERIEBAU-ABTEILUNG |

Die Entstehungsgeschichte des Herstellers und der Vergleich mit ähnlichen Automobilpionieren lässt vermuten, dass die Gebrüder Weller die Karosserien entsprechend den individuellen Bedürfnissen der Kunden in Einzelanfertigung selbst herstellten und auch die Ausstattung nach Wunsch erfolgte; es dürfte sich überwiegend um besser ausgestattete Personenwagen und einfache Fahrzeuge für den gewerblichen Gebrauch gehandelt haben. Bei der Motorisierung dürften anfänglich benzin- und dampfbetriebene Einbaumotoren (überwiegend von De Dion-Bouton) in unveränderter oder modifizierter Form, ferner die zugehörigen technischen Komponenten wie Kupplung und Getriebe verwendet worden sein. Im weiteren Verlauf dürfte alternativ der selbst entwickelte 5-hp-Einzylindermotor eingesetzt worden sein. Ob die Weller Brothers zu dieser Zeit bereits eigene Fahrgestelle verwendeten oder nur solche von Fremdfirmen übernahmen bzw. modifizierten, ist nicht überliefert.
Auf der British International Motor Show des Jahres 1903 bot die Weller Brothers Limited aus dem ursprünglichen Weller-Automobilangebot nur noch den hauseigenen Einzylindermotor an. Soweit bekannt haben keine Weller-Fahrzeuge aus dieser Periode überlebt. Die geringe Resonanz in der zeitgenössischen Literatur legt den Schluss nahe, dass die Produktionszahlen allenfalls im zweistelligen Bereich gelegen haben dürften.

#### Das „Weller Four Seat Tourer“-Einzelstück
Der Weller Four Seat Tourer (auch Weller 10hp Touring Car bzw. Weller 20hp Touring Car oder einfach Weller Car, Link zum Bild:), war ein offener viersitziger Tourenwagen der Oberklasse, der Anfang 1903 in Form zweier noch nicht fahrbereiter Prototypen auf der British International Motor Show vorgestellt wurde. Das Fahrzeug verfügte über einen selbst entworfenen und selbst gebauten Viertakt-Reihenmotor mit wahlweise zwei oder vier Zylindern und einen Hubraum von etwa 2,0 bzw. 4,0 Litern. Er zielte auf den Markt, den die wenig später geschaffene Marke Rolls-Royce ab 1904 bediente.
Das vollendete Fahrzeug wurde in der 20-hp-Vierzylinderversion in der Ausgabe der Zeitschrift The Autocar vom 6. Juni 1903 vorgestellt und überschwänglich mit dem Tenor gelobt:

“We foresee a brilliant future for the Weller car and its talented designer.”

„Wir sehen eine glänzende Zukunft für den Weller-Wagen und seinen begabten Konstrukteur voraus.“

Nachdem kein zusätzlicher Investor für eine Serienproduktion gefunden werden konnte, gaben Weller und Portwine die Pläne zur Serienfertigung des Four Seat Tourers auf; es blieb bei dem einen fertiggestellten Vierzylinder-Tourer.

### Motorräder (1902–1905)
Eigene Motorräder stellte das Unternehmen Weller Brothers bzw. Weller Brothers Limited unter der Marke „Weller“ von 1902 bis 1905 her.
Die ab 1902 angebotenen Zweiräder waren von ihrer Konzeption her fortschrittliche motorisierte Fahrräder (Link zum Bild:). Sie hatten einen fahrradartigen Rahmen im Diamantrahmen-Stil, wie er sich für Fahrräder ab etwa 1885 eingebürgert hatte („Herrenrad“). Die selbst entworfenen und selbst gebauten Motoren mit 1,75 und 2,25 PS waren stehend an der rechten Seite des Unterrohrs vor dem vorderen Kettenblatt befestigt. Auf der linken Seite des Rahmens verband ein Antriebsriemen Motor und Hinterrad. Bei Bedarf (insbesondere am Berg, bei leerem Tank oder einem Motordefekt) konnte der Fahrer per Pedalantrieb den Motor unterstützen bzw. ersetzen, wozu eine Kette wie gewohnt auf der rechten Seite des Rahmens zum Hinterrad verlief. Markant war ein großflächiges, schlankes Behältnis, das – am Oberrohr aufgehängt – im Rahmendreieck hing und den Benzintank sowie die Zündvorrichtungen enthielt.
Ungewöhnlich war der Aufbau der etwa 150 und 200 cm³ großen Motoren: Zylindergehäuse und Kühlrippen waren nicht in einem Teil gegossen. Vielmehr bestanden die Kühlrippen aus einzelnen Metallscheiben, die einfach von oben über den Zylinder geschoben und durch die langen Stehbolzen gehalten wurden, mit denen der Zylinderkopf mit dem Zylindergehäuse verschraubt war. Sämtliche Bedienelemente waren am Lenker montiert. Als eines der ersten leichten Motorräder besaß das Weller Motor Bicycle einen modernen Gasdrehgriff statt eines einfachen Hebels, ausgehend von einer Konstruktion, wie sie Gottlieb Daimler 1885 erstmals anwandte und die kurz nach der Jahrhundertwende von verschiedenen Tüftlern weiterentwickelt wurde. Als Hinterradbremse fungierte eine mechanisch mittels Nocken bediente Innenbacken-Trommelbremse, wie sie Louis Renault 1902 erstmals im Automobilbau präsentiert hatte. Ab 1903 besaß das Weller Motor Bike als eines der ersten leichten Motorräder auf Wunsch eine gefederte Vordergabel sowie eine in die Sitz- und Kettenstrebe integrierte Hinterradfederung, eine von John Weller entwickelte und patentierte Konstruktion.
Um potentielle Käufer von der Zuverlässigkeit, der einfachen Bedienung und dem Komfort ihres Motorrads zu überzeugen, bot ihnen das Unternehmen eine Probefahrt von 50 Meilen (etwa 80 Kilometer) an. Durch die Einzelfertigung von Hand sowie die Kosten für die fortschrittliche Technik dürften die Weller-Motorräder – auch wenn genaue Preise nicht überliefert sind – relativ teuer gewesen sein, was ihre Verbreitung einschränkte. Letzte Zweiräder mit dem Markennamen Weller entstanden nach der Auflösung der „Limited Company“ bis 1905 aus restlichen Materialbeständen bzw. zur Erfüllung der letzten Kaufverträge.

## Weitere Entwicklung
Nachdem sich eine Serienfertigung des Weller Four Seat Tourers als zu teuer herausgestellt hatte, überzeugte Portwine John Weller, ein kleineres, technisch einfacheres und damit kostengünstiger herzustellendes Fahrzeug für gewerbliche Zwecke zu entwerfen, für das er bessere Vermarktungschancen sah. So entstand 1904 für die Portwine und Weller gehörende Unternehmen Autocars & Accessories Limited (A & A) mit anfänglichem Sitz im Londoner Stadtteil Long Acre der Dreiradtransporter Auto-Carrier. Dieser entwickelte sich in der Folgezeit zu einem großen Verkaufserfolg und ebnete den Weg für die Automarke AC Cars.
Parallel versuchte John Weller in den ersten Folgejahren, sich ein zweites Standbein als Mitgesellschafter und Ingenieur in der Hitchon Gear & Automobile Company Ltd. mit Sitz in Accrington in Lancashire zu schaffen. Diese produzierte von 1904 bis 1907 unter dem Markennamen Globe zwei Automodelle, die auch als Hitchon-Weller bekannt wurden: zum einen ein Fahrzeug mit einem von Alfred Hitchon entworfenen 9-hp-Einzylindermotor, zum anderen ein Modell mit einem Vierzylindermotor von White & Poppe. Beide Modelle besaßen einen Hitchon-Freilauf sowie eine per Schneckenwelle angetriebene Hinterachse. Das letztgenannte Konstruktionsmerkmal übernahm John Weller für spätere AC-Modelle, wo es bis Ende der 1920er-Jahre Verwendung fand. Von beiden Globe-Modellen entstanden jedoch jeweils nur etwa zwölf Fahrzeuge, so dass sich Weller entschied, sich ausschließlich auf das gemeinsame Auto-Carrier-Projekt mit Portwine zu konzentrieren.
Beide arbeiteten noch bis zum Weiterverkauf ihrer jeweiligen Firmenanteile im Jahre 1922 in ihrem gemeinsamen Unternehmen, das 1907 zu Autocarriers Ltd. umbenannt, 1911 nach Thames Ditton in Surrey verlegt und später zum ruhmreichen Sportwagenhersteller AC Cars Ltd. wurde. Unter ihrer Führung entstanden neben dem 1904 vorgestellten Lastendreirad Auto-Carrier ab 1907 der darauf basierende zwei- bzw. dreisitzige AC Sociable, ab 1913 der leichte, vierrädrige AC 10 hp mit Fivet-Vierzylindermotor (auch AC Fivet genannt) sowie ab 1919 der AC 12 hp mit Vierzylindermotor von der British Anzani Motor Company. Ferner entwickelte Weller während des Ersten Weltkriegs den wegweisenden 2,0-l-Reihensechszylindermotor mit Leichtmetallblock und obenliegender Nockenwelle, der in den Folgejahren maßgeblich zum Aufstieg ACs zum Hersteller exklusiver sportlicher Gebrauchswagen beitrug und der mit ständigen Weiterentwicklungen bis 1963 gebaut wurde.
Harry Weller und seine beiden weiteren an dem Unternehmen Weller Brothers beteiligten Brüder traten nach 1904 nicht mehr nennenswert in Erscheinung. Hingegen kam der jüngste Bruder John Wellers, Septimus Beresford Weller (* 1892; † 1974), siebter der neun Geschwister und ebenfalls Ingenieur, Erfinder und Inhaber mehrerer Patente, später in Kontakt mit der von John Weller und John Portwine begründeten Marke AC: Während des Zweiten Weltkriegs war der ansonsten freiberuflich tätige S.B. Weller in den Ferry Works-Hallen von AC als Ingenieur mit Rüstungsaufträgen betraut, insbesondere der Herstellung von Fahrwerkskomponenten für britische Bomberflugzeuge.
Der Mitarbeiter Felix W. Hudlass wechselte nach der Auflösung der Gesellschaft 1904 als Chefingenieur zu dem in London ansässigen Royal Automobile Club (RAC). Diese Funktion bekleidete er über vierzig Jahre bis zu seinem altersbedingten Ausscheiden im Oktober 1947. Für seine Verdienste während des Ersten Weltkriegs wurde er zum Officer of the Order of the British Empire (OBE, vierte Stufe des britischen Ritterordens Order of the British Empire) ernannt. Ein anderer ehemaliger Weller-Mitarbeiter namens Bower (* 1881; † 1933) wechselte ebenfalls zum RAC, bevor er leitende Funktionen bei verschiedenen Gesellschaften übernahm bzw. zeitweilig als freiberuflicher Motoreningenieur tätig war.